# 畢爾包-阿萬多車站
畢爾包-阿萬多車站（西班牙語：Estación de Abando Indalecio Prieto）是西班牙畢爾包阿萬多區的鐵路車站，於1870年啟用，現有站房則是於1948年落成，其大廳擁有一座大型的彩繪玻璃窗。目前該站是畢爾包地區最重要的火車站；2010年，超過600萬名乘客使用其長途和通勤服務。